# Charles O. Holliday
Charles O. Holliday Jr., também conhecido como Chad (Nashville, 9 de março de 1948), é um empresário norte-americano. Formou-se em Engenharia Industrial na University of Tennessee, tendo feito carreira na DuPont e atualmente é Presidente da Royal Dutch Shell.
Ele é presidente emérito do U.S. Council on Competitiveness e presidente do Business Roundtable's Task Force for Environment, Technology and Economy. Holliday também é membro fundador do Conselho de Negócios Internacionais e atua como consultor no conselho Nicholas Institute for Environmental Policy Solutions.
Em outubro de 2014, Holliday foi nomeado sucessor de Jorma Ollila na presidência da Royal Dutch Shell, assumindo em maio de 2015.
Holliday possui um honoris causa pelo Instituto Politécnico da Universidade de Nova Iorque.

## Carreira
Holliday foi o 18º CEO da DuPont em mais de 200 anos de história da empresa. Sob sua liderança, a empresa estabeleceu metas para atingir crescimento sustentável – aumentando o valor para acionistas e sociedade enquanto, simultaneamente, diminuía a pegada ambiental deixada pela DuPont. Como resultado, a DuPont passou de uma companhia do ramo de químicos para o ramo de produtos e serviços com base científica. Em setembro de 2008, a empresa anunciou que Holliday se aposentaria do cargo de CEO e, logo em seguida, em 2009, também se aposentaria do cargo de presidente.
Hoje, Holliday é presidente do Council on Competitiveness e do Business Roundtable's Task Force for Environment, Technology and Economy. Ele também foi presidente do World Business Council for Sustainable Development (WBCSD), da Sociedade da Indústria Química – American Section - e do The Business Council em 2003 e 2004. Ele também é membro fundador do Conselho de Negócios Internacionais, atua como consultor no conselho do Nicholas Institute for Environmental Policy Solutions e é membro da National Academy of Engineering.
Em setembro de 2009, Holliday foi eleito para assumir o conselho de diretores do Bank of America.

## Publicações
Holliday é co-autor do livro Walking the Talk, que detalha o case de negócios a respeito do desenvolvimento sustentável e da responsabilidade corporativa.